# گرگ ویلتجر
گرگ ویلتجر (انگلیسی: Greg Wiltjer؛ زادهٔ ۲۶ نوامبر ۱۹۶۰) بازیکن بسکتبال اهل آرژانتین است.
وی در مسابقات کشوری و بین‌المللی در مجموع برندهٔ ۱ مدال طلا، ۱ مدال برنز شده‌است.